# Heemtuin Sloterpark
De Heemtuin Sloterpark ligt in het Sloterpark ten westen van de Sloterplas in Amsterdam Nieuw-West. Na ophoging van het terrein in de jaren vijftig bleef dit gebied lange tijd onaangeroerd. Hier ontwikkelde zich spontaan een ruig gebied met wilde planten, riet en wilgen.

## Heemtuin
Het parkgedeelte ten westen van de President Allendelaan werd aangelegd in de eerste helft van de jaren zeventig. Er werd gekozen voor aanleg van een heemtuin (1,5 hectare) en een kinderboerderij. Een deel van het terrein bleef ruig, dit is het 'Ruige Riet' (14,3 hectare). Hier is de begroeiing en onderhoud aan de natuur overgelaten en groeien minder verschillende soorten.
Met de aanleg van de heemtuin werd in 1975 begonnen, toen de eerste bomen werden geplant. Daarna werden er hoogteverschillen in het terrein gemaakt en ook grond van elders werd aangevoerd, zoals veen, zand, klei en mergelkalk, zodat in zeer gevarieerde milieuomstandigheden een keur aan plantensoorten kon worden ingezaaid en geplant.
Inmiddels is hier in veertig jaar een afwisselend geheel ontstaan van bos op humeuze grond, vennetjes, plasoevers, rietlanden, een heideveldje en mergel- en duingebied, doorkruist door een net van paden.
In de tuin komen bijzondere soorten voor zoals de paarse schubwortel, geelwitte ossentong en de eenbes.
Naast de heemtuin is in 2006 een Natuur en Milieu Educatiecentrum (NME) verrezen, de 'Drijfsijs'.

## Brug 725 en 726
Tijdens de aanleg van de heemtuin werden een waterpartij gegraven waarover heen weer bruggen werden neergelegd. Deze zijn zeer eenvoudig van model, zodat ze in het geheel eigenlijk niet opvallen. De twee dateren uit 1975 en zijn ontworpen door de Dienst der Publieke Werken.

## Afbeeldingen

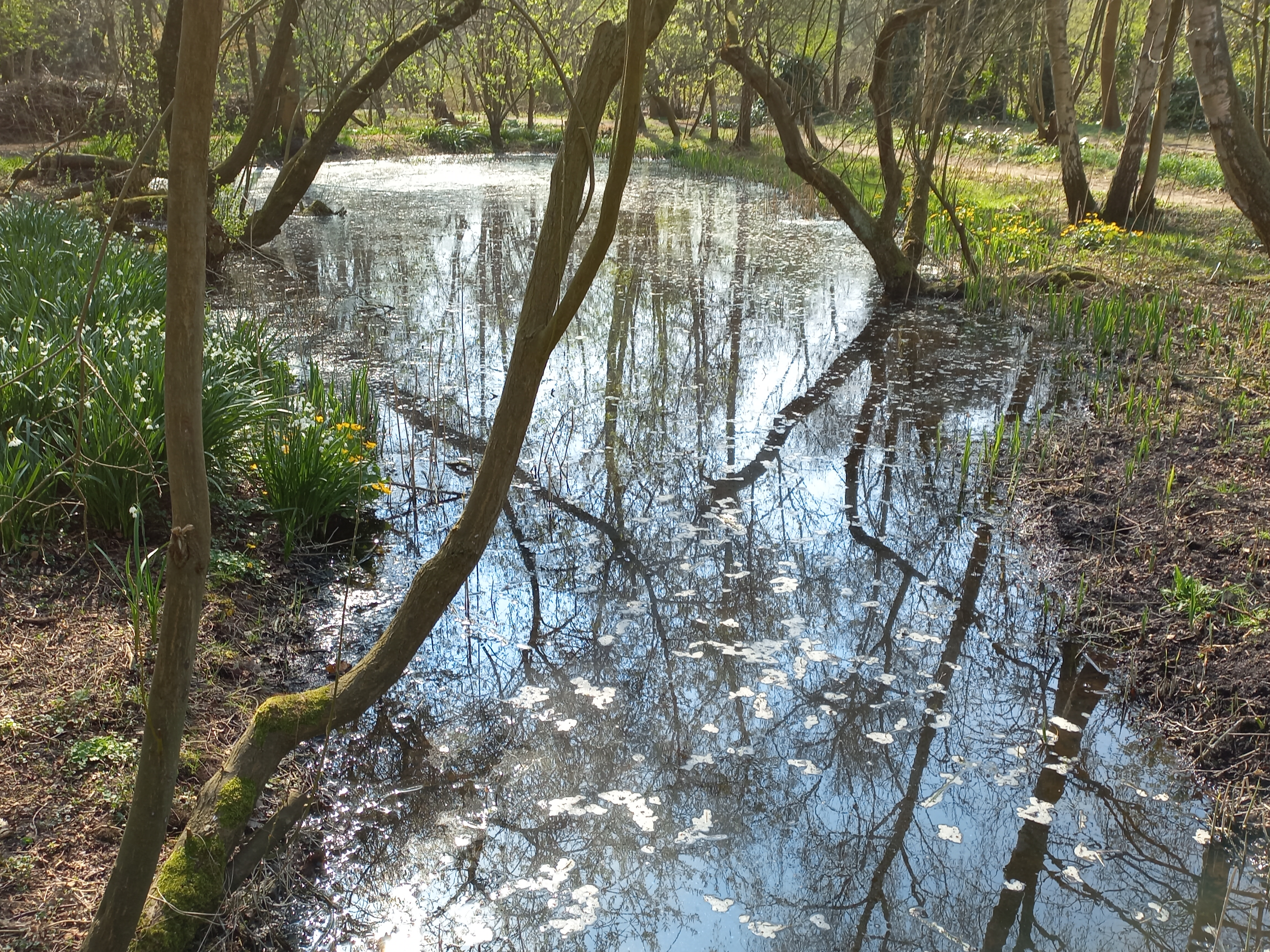
Heemtuin Sloterpark (maart 2022)
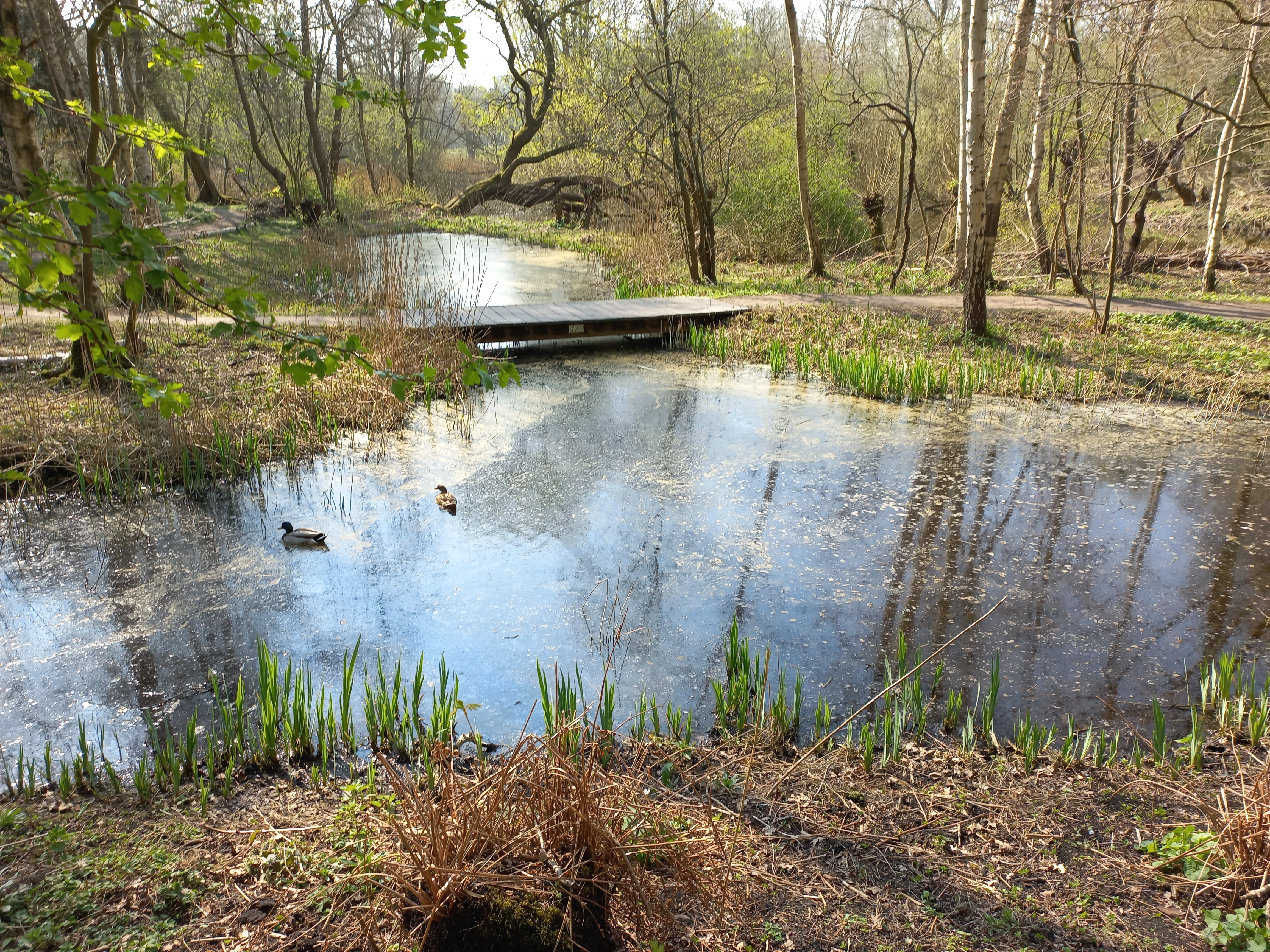
Brug 725 met brugplaatje in het midden (maart 2022)
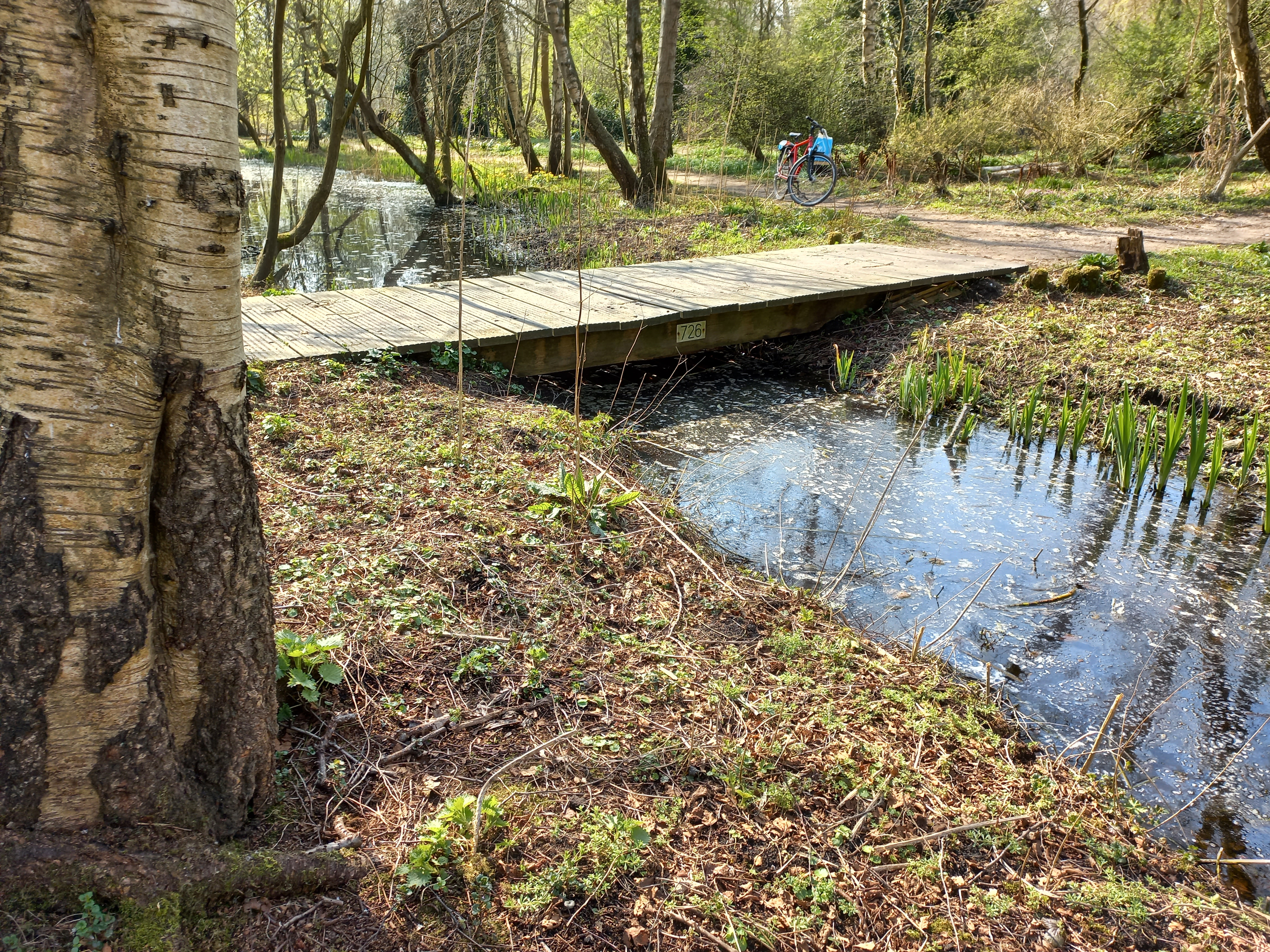
Brug 726 met brugplaatje in het midden (maart 2022)

<<< · 700 · 701 · 702 · 703 · 704 · 705 · 706 · 707 · 708 · 709 · 710 · 711 · 712 · 713 · 714 · 715 · 716 · 717 · 718 · 719 · 720 · 721 · 722 · 725 · 726 · 729 · 730-738 · 739 · 740 · 741 · 742 · 743 · 744 · 745 · 746 · 747 · 748 · 749 · 751 · 752 · 753 · 754 · 755 · 756 · 757 · 758 · 759 · 760 · 761 · 762 · 763 · 764 · 765 · 766 · 767 · 768 · 769 · 770 · 771 · 772 · 773 · 775 · 776 · 777 · 778 · 779 · 780 · 781 · 782 · 783 · 784 · 786 · 787 · 788 · 789 · 790 · 791 · 792 · 793 · 794 · 795 · 797 · >>>
Brugnummers  723, 724, 727, 728, 750, 774, 785, 796 (niet gerealiseerde brug over de Slotervaart), 798 en 799 zijn niet vergeven.